# Mazagão (Bombaim)
Mazagão (em inglês: Mazagaon, Mazagon ou Mazgaon) é uma das sete ilhas de Bombaim. Especula-se que os habitantes originais das ilhas tivessem sido as tribos Agari (salineiros) e Koli (pescadores). Uma das teorias sobre a etimologia do termo sugere origem portuguesa, derivada da cidade e do forte de Mazagão em Marrocos. Os primeiros colonos portugueses foram os missionários jesuítas, que fundaram várias igrejas no século XVI. Em 1572, o rei D. Sebastião concedeu a ilha à família Souza e Lima.